# John C. Butlerklasse

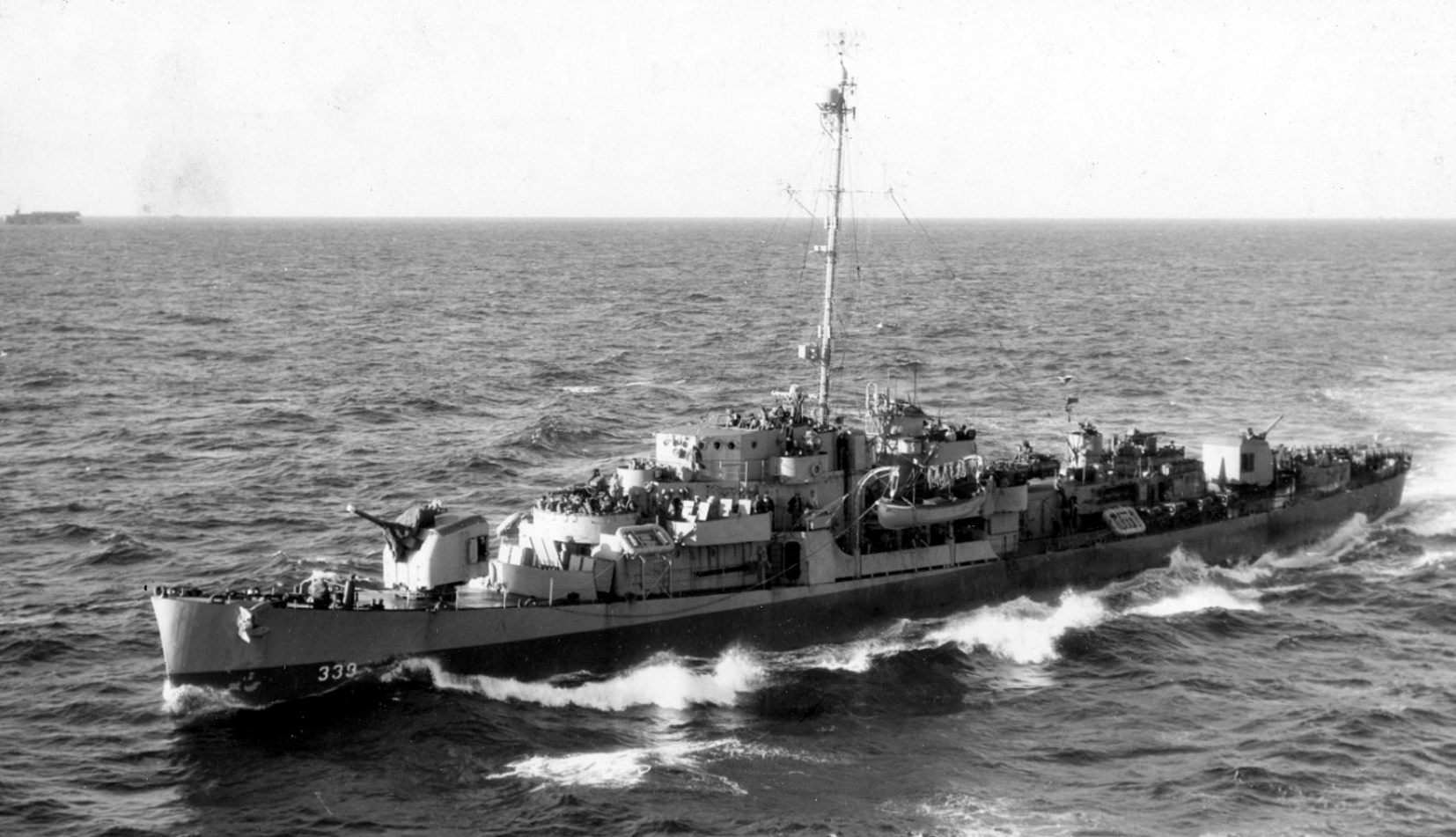
USS John C Butler

De escortedestroyers van de John C. Butlerklasse werden gebouwd tijdens de Tweede Wereldoorlog. Het eerste van 81 schepen was de USS John C. Butler, in dienst gesteld in 31 maart, 1944.
De standaard bewapening voor de klasse was twee 127 mm (5"), vier 40 mm, en 10 x 20 mm kanonnen, drie 533 mm (21") torpedobuizen. Het had ook twee dieptebomrekken en acht dieptebomprojectoren. De schepen hadden maximumsnelheid van 24 knopen (44 km/h).
Het bekendste schip uit de klasse was USS Samuel B. Roberts, welke bekend werd tijdens de Slag in de Golf van Leyte, waar het, samen met enkele andere schepen een aantal kruisers en slagschepen van de Keizerlijke Japanse Marine aanviel in een torpedoaanval, waarbij het tot zinken kwam na het incasseren van een aantal treffers.
John C. Butler · O'Flaherty · Raymond · Richard W. Suesens · Abercrombie · Oberrender · Robert Brazier · Edwin A. Howard · Jesse Rutherford · Key · Gentry · Traw · Maurice J. Manuel · Naifeh · Doyle C. Barnes · Kenneth M. Willett · Jaccard · Lloyd E. Acree · George E. Davis · Mack · Woodson · Johnnie Hutchins · Walton · Rolf · Pratt · Rombach · McGinty · Alvin C. Cockrell · French · Cecil J. Doyle · Thaddeus Parker · John L. Williamson · Presley · Williams · Richard S. Bull · Richard M. Rowell · Eversole · Dennis · Edmonds · Shelton · Straus · La Prade · Jack Miller · Stafford · Walter C. Wann · Samuel B. Roberts · Le Ray Wilson · Lawrence C. Taylor · Melvin R. Nawman · Oliver ;Mitchell · Tabberer · Robert F. Keller · Leland E. Thomas · Chester T. O'Brien · Douglas A. Munro · Dufilho · Haas · Corbesier · Conklin · McCoy Reynolds · William Seiverling · Ulvert M. Moore · Kendal C. Campbell · Goss · Grady · Charles E. Brannon · Albert T. Harris · Cross · Hanna · Joseph E. Connolly · Gilligan · Formoe · Heyliger · Edward H. Allen · Tweedy · Howard F. Clark · Silverstein · Lewis · Bivin · Rizzi · Osberg · Wagner · Vandivier · Sheehan · Oswald A. Powers · Groves · Alfred Wolf